# Стащин
Стащин (словац. Stakčín) — село в Словаччині, Снинському окрузі Пряшівського краю.

## Географія
Розташоване в північно-східній частині Словаччини в долині р. Ціроха. Протікають річки Трновець і Хотинка.

## Історія
Давнє лемківське село. Вперше згадується у 1567 році.

## Церкви
В селі є православна церква св. Трійці (20. ст.), греко-католицькі церкви Покрови пресвятої Богородиці (1772 і новозбудована 1994) та римо-католицький костьол св. Пія Х. (1995). В 1812—1818 рр. в селі працював греко-католицьким священиком Василь Духнович, батько Олександра Духновича.

## Населення
| Рік:            | 1994. | 2004.   | 2014.   | 2024.   |
| --------------- | ----- | ------- | ------- | ------- |
| Кількість осіб: | 2460  | 2345    | 2454    | 2351    |
| Різниця:        |       | -4,67 % | +4,64 % | -4,19 % |

| Рік:            | 2023. | 2024.   |
| --------------- | ----- | ------- |
| Кількість осіб: | 2350  | 2351    |
| Різниця:        |       | +0,04 % |

В селі проживає 2674 особи.
Національний склад населення (за даними останнього перепису населення — 2001 року):
- словаки — 78,28 %
- русини — 16,06 %
- українці — 3,40 %
- цигани (роми) — 0,84 %
- чехи — 0,38 %

Склад населення за приналежністю до релігії станом на 2001 рік:
- православні: 66,33 %,
- римо-католики: 14,34 %,
- греко-католики: 13,67 %,
- не вважають себе віруючими або не належать до жодної вищезгаданої церкви: 4,95 %